# Пик Клаксон
«Пик Кла́ксон» (с 1990 года — «Кла́ксон Гам») — советская и российская рок-группа. Основана в Омске братьями Евгением и Олегом Лищенко в 1979 году.

## История

### Блэк Дог
В 1979 году был сформирован коллектив "Блэк Дог". Костяк коллектива всегда составляли братья Лищенко: старший — Евгений, он же «Эжен Клок» (05.12.1961 — 05.07.1990), и младший — Олег, он же «Пик Бэби» или просто «Бэб» (21.04.1968 — 29.04.2004). Записи того периода не сохранились, но известно, что композиции исполнялись на языке, имитирующем английский, а музыка представляла собой экспериментальный рок с использованием различных инструментов – от гитары до вентилятора.
В 1980 году к группе присоединился Сергей Суслов, несмотря на отсутствие музыкального слуха. Результатом их работы стал альбом "Орангутанг", который ныне утерян. До 1982 года группа вместе с примкнувшим к ней Юрием Баскаковым активно развивалась и даже временно прекратила свою деятельность из-за ухода Евгения Лищенко в армию.Также в 1982 был записан ныне утерянный альбом «В розовом свете».

### Пик Клаксон
В 1984 году группа возобновилась из-за возвращения Евгения из армии.
Первым полноценным альбомом группы стал «Компот дебил децибел Пик Клаксон бесплатно весь», датируемый 1985 годом. Этот альбом приносит им популярность в определённых кругах: интеллект и фантазия Евгения, а также искренность и прямота Олега очаровали многих, а некоторые композиции стали настоящими хитами.Также в 1985 был записан ныне утерянный альбом «Коридор».
Поздним летом 1986 года к братьям Лищенко присоединяется выпущенный из психиатрической больницы музыкант Игорь (Егор) Летов. Вместе с ним в 1986 — 1987 годах были записаны четыре альбома: «Лечебница для душевноздоровых», «С Новым годом!» и «Лишние звуки», а также альбом «Лечебница» проекта «Адольф Гитлер».
В апреле 1987 года братья Лищенко и Летов под названием «Гражданская оборона» скандально выступили на I новосибирском рок-фестивале, после чего Летову пришлось уйти в бега, дабы вновь не оказаться в психиатрической лечебнице.
С осени 1987 года группа «Пик Клаксон» начинает публично выступать в Омске, давая акустические и электрические концерты.
В 1989 году коллектив записывает три альбома в самых разных стилях: «Приют святой Цецилии», «Ослиная голова» и «Страна назначения — СССР». И если первый альбом получился барочным и светлым благодаря активному использованию флейты и виолончели, то третий был записан в стилистике, близкой к хард-року, как ответ на многочисленные сравнения с группой «Аквариум». Вторая запись вообще является, по сути, вольной импровизацией на тексты Евгения, которой затем была придана форма альбома.
13 мая 1990 года группа в последний раз выступила в Омске на фестивале «Рок-периферия» в ДК им. Козицкого. Евгений Лищенко выглядел утомленным и изможденным болезнью. Он строго обращался к зрителям: «Ну, что вам спеть?».Также коллектив планировал записать альбом под названием «Мастер фантазий», но, по словам его гитариста Сергея Нейна, не успел это сделать.
5 июля 1990 года Евгений Лищенко скончался. После хирургического вмешательства на гортани, которое прошло без осложнений, в отделении интенсивной терапии у него разошлись послеоперационные швы, что вызвало внутреннее кровотечение и привело к летальному исходу. Олег переименовывает группу в «Клаксон Гам» (периодически она выступает под названием «Вентиляционные люки»)

### Клаксон Гам
В 1991 году записывается альбом «Зеленая Лошадь И Точка», состоящий из 18 треков. Также в том же году группа дает свой самый знаменитый концерт в составе Олег Лищенко (вокал, гитара), Сергей Нейн (вокал, гитара, бас), Андрей Бабенко (гитара) и Владимир Виллижанов (ударные). В дополнение к основной программе группа исполнила композицию «Сядем на танки» Адольфа Гитлера, «Анархию» Пик Клаксона, а также трек «Истерия», которая по неизвестным причинам не была включена ни в один из альбомов. К сожалению, при оцифровке был допущен технический дефект: трек № 9 обрывается, а следующий начинается не с самого начала.
Осенью 1994 года проводится совместная запись с Вадимом Кузьминым, в результате которой появляется альбом «Отцы яблок».
В 1996 году записывается альбом «Двойная маскировка», состоящий из 12 треков, по факту это сборник из репетиций и недоделанных записей.
29 апреля 2004 года умирает Олег из-за остановки сердца, после чего коллектив окончательно прекращает своё существование.

## Состав
- Евгений «Эжен Клок» Лищенко — вокал, гитара, бас-гитара, флейта, ударные, перкуссия (1979—1990)[14][15] †
- Олег «Пик Бэби» Лищенко — вокал, гитара, губная гармоника, виолончель, флейта, бас-гитара, перкуссия, металлофон, ударные (1979—2004)[14][15][16][17] †
- Сергей Суслов (1980)[6]
- Юрий Баскаков (1980—1982)[6]
- Егор Летов — бэк-вокал, бас-гитара, ударные, гитара, вокал (1986—1987)[14] †
- Евгений «Джефф» Филатов — виолончель (1986)[18]
- Владимир «Вилли» Виллижанов — ударные (1988—1992, 1996)[13][16][19]
- Александр «Олигофрен» Кобяков — бэк-вокал, гитара, кларнеты, звон колокольный и треугольный, ударные, перкуссия (1989, 1991)[15][16][17][20] †
- Вадим Митрофанов — гитара, бас, кларнеты, флейты, гобой, ударные (1989, 1991)[15][16][17][21] †
- Сергей Нейн — вокал, гитара, бас, губная гармоника (1990—2004)[2][16] †
- Александр Лазарис — ударные (1990)[22]
- Евгений «Джон Дабл» Деев (1990)[1] †
- Андрей «Босс» Бабенко — гитара (1991—1992)[23][24]
- Наталья Нейн — вокал (1994)[13] †
- Дмитрий Иванов — гитара, вокал (1994)[25]
- Владимир Пашков — ударные (1995)[26] †
- Сергей Белоклоков — ударные (1997—2004)[2]
- Игорь Третий — вокал, гитара (2000)[16] †

## Дискография

### Блэк Дог

#### Студийные альбомы
- 1980 — Орангутанг (утерян)[5]
- 1982 — В розовом цвете (утерян)[5]

### Пик Клаксон

#### Студийные альбомы
- 1985 — Компот дебил децибел Пик Клаксон бесплатно весь[15]
- 1985 — Коридор (утерян)[5]
- 1986 — Лечебница для душевноздоровых[14]
- 1986 — С Новым годом![14]
- 1987 — Лишние звуки[14]
- 1989 — Приют святой Цецилии[8]
- 1989 — Ослиная голова[8]
- 1989 — Страна назначения — СССР[8]
- 1990 — Мастер фантазий (демо-записи утеряны)

#### Концертные альбомы
- 1989 — Live 1987-1989[11]

#### Концертные записи
- 1987 — Выступление на I новосибирском рок-фестивале (под названием «Гражданская оборона»)[27]

### Клаксон Гам

#### Студийные альбомы
- 1991 — Зелёная лошадь и точка[16]
- 1994 — Отцы яблок (совместно с Вадимом Кузьминым)[13]
- 1996 — Двойная маскировка[16]

#### Концертные записи
- 1991 — Live 23.11.1991 («Хобби-центр», Томск)[16][28]
- 1992 — Выступление на фестивале «Акция №1» (10 мая) (ДК ТЭМЗ, Томск)[24]
- 1994 — Выступление на фестивале «Рок против пожаров» (1 октября) (ДК «Звёздный», Омск) (под названием «Вентиляционные люки»)
- 1996 — Концерт памяти Евгения «Эжена» Лищенко (12 июля) (кинозал НЭТИ, Новосибирск)[29][30]
- 1998 — Выступление на фестивале «Обломоff» (31 мая) (Омск) (под названием «Вентиляционные люки»)
- 2000 — Бэб, Игорь Ill, Нейн - Квартирник 01.02.2000 (квартира Игоря Третьего, Омск)[16]
- 2000 — Концерт памяти Евгения «Махно» Пьянова (1 мая) (клуб «Гайдар», Омск)